# Redattore sociale
Redattore sociale è stato un network multimediale italiano di servizi informativi, di documentazione e di formazione online sui temi del welfare, del disagio sociale, dell'impegno nel volontariato e nel terzo settore.

## Storia
Nasce il 21 febbraio del 2001, giorno in cui va online il primo “lancio” della omonima agenzia giornalistica, per volere della Comunità di Capodarco e del suo presidente don Vinicio Albanesi, con l'obiettivo di trattare i "temi del disagio e dell'impegno sociale in Italia e nel mondo". L'agenzia è il risultato di una forte sensibilità della Comunità alla comunicazione, culminata nel 1994 con l'organizzazione di un seminario di formazione per i giornalisti sui temi del disagio e dell'impegno sociale: si intitola appunto “Redattore sociale” ed è il primo di una serie di incontri di tre giorni che attireranno ogni anno a Capodarco 200 giornalisti da tutta Italia. Sono così i seminari a dare il nome all'agenzia e poi al network. Nel corso degli anni si sono abbonati all'agenzia giornali a tiratura nazionale quali il Corriere della Sera, La Stampa, Avvenire e Liberazione.
Nel 2013, Redattore sociale vive una svolta storica con lo sdoppiamento: da una parte il sito storico "Redattore sociale" che resta totalmente gratuito, dall'altra "RS, l'agenzia giornalistica" riservata agli abbonati.
Negli anni Redattore sociale si sviluppa in diversi ambiti, sempre promuovendo la sensibilizzazione del pubblico su temi sociali troppo spesso trascurati, ma utilizzando strumenti nuovi. All'inizio del 2014, riordinando le diverse attività si decide di utilizzare il nome "Redattore sociale Network". All'interno ci sono, oltre al sito gratuito Redattore sociale e a quello in abbonamento "RS agenzia":
- Guida all'informazione sociale
- Giornalisti Redattore sociale
- I Blog di Redattore sociale
- Capodarco l'Altro festival
- Parlare civile

Redattore Sociale ha chiuso il 9 gennaio 2025, per decisione dell'editore Comunità di Capodarco e del suo presidente don Vinicio Albanesi. La motivazione adottata dall'editore è stata l'impossibilità economica di proseguire. Giornalisti e dipendenti sono stati licenziati. 

## Obiettivi
Il Network di Redattore sociale si pone l'obiettivo di garantire sia ai mezzi di informazione sia al pubblico notizie specializzate del settore. Ai suoi abbonati fornisce un notiziario giornaliero, composto di lanci e schede di approfondimento.

## Guida all'informazione sociale
La guida all'informazione sociale è una raccolta di centinaia di schede con numeri, grafici, link, su tematiche sociali. Inizialmente in formato cartaceo, dal 2008 è online, con un sito apposito strutturato con 28 tematiche differenti (AIDS, povertà, minori, volontariato, etc.). Ogni voce ha la sua scheda con tutte le informazioni più aggiornate.